# Musée des cultures de Bâle
Le Musée des cultures de Bâle (Museum der Kulturen Basel en allemand) compte quelque 300 000 objets et autant de photographies historiques. Il est le plus grand musée ethnologique de Suisse et l’un des plus grands d’Europe.

## Collection
La très importante collection comprend de très nombreuses pièces provenant d’Europe, d’Afrique, d’Asie, des Amériques et en particulier de l’Amérique précolombienne, enfin de l’Océanie, dont une monumentale façade de maison maison cérémonielle des Abelam, en Papouasie-Nouvelle-Guinée. Une partie de la collection est un prêt permanent de la Société des missions de Bâle.
Ouverte en 1917 comme musée ethnologique traditionnel visant à faire connaître les « cultures étrangères », l’institution se veut aujourd’hui promoteur du dialogue interculturel, raison pour laquelle elle a été rebaptisée en 1996 « Musée des cultures ».

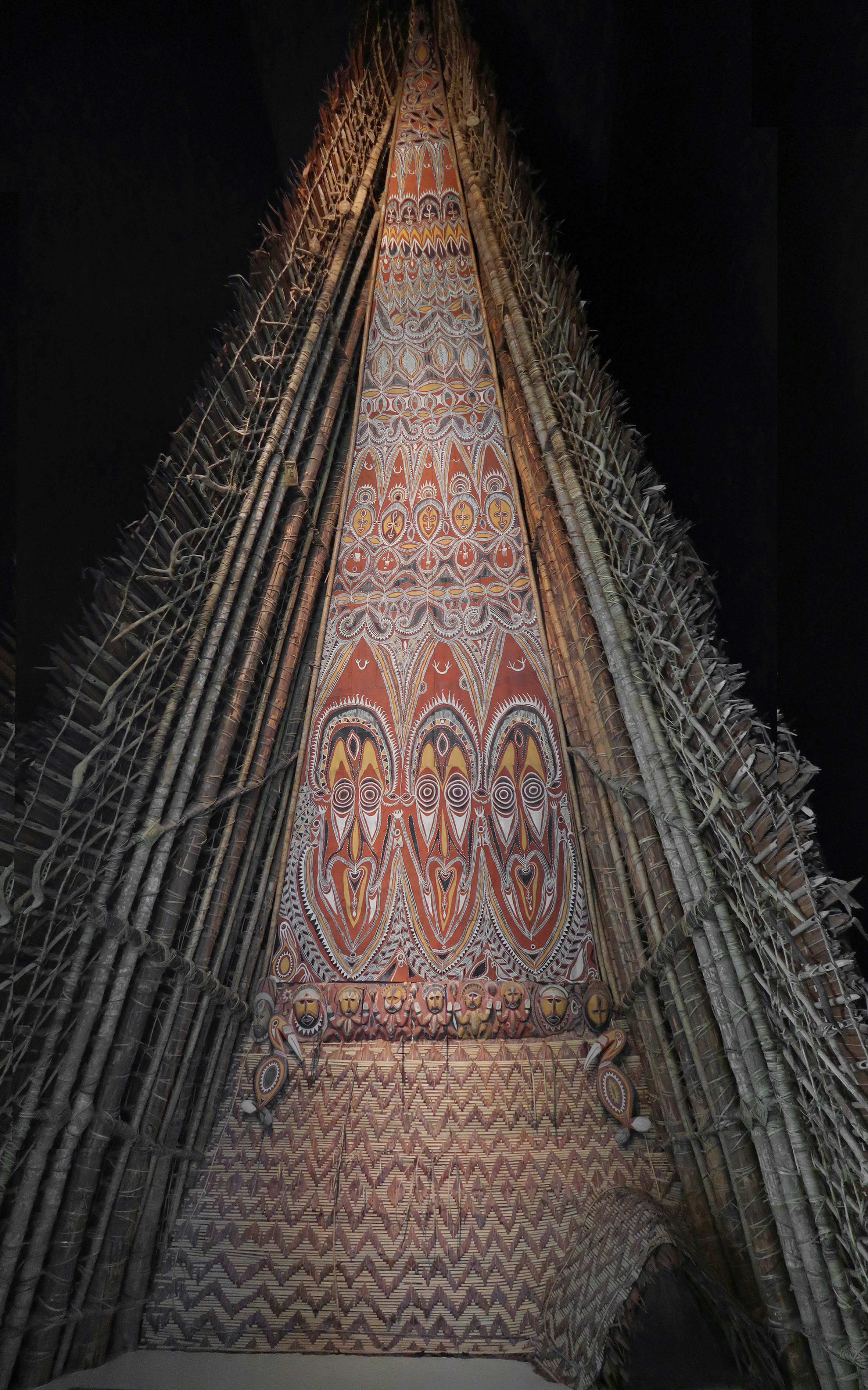
Façade d'une maison cérémonielle Mbai. Abelam (en), Kalabu, Maprik, (nord de la) Papouasie-Nouvelle-Guinée[1].
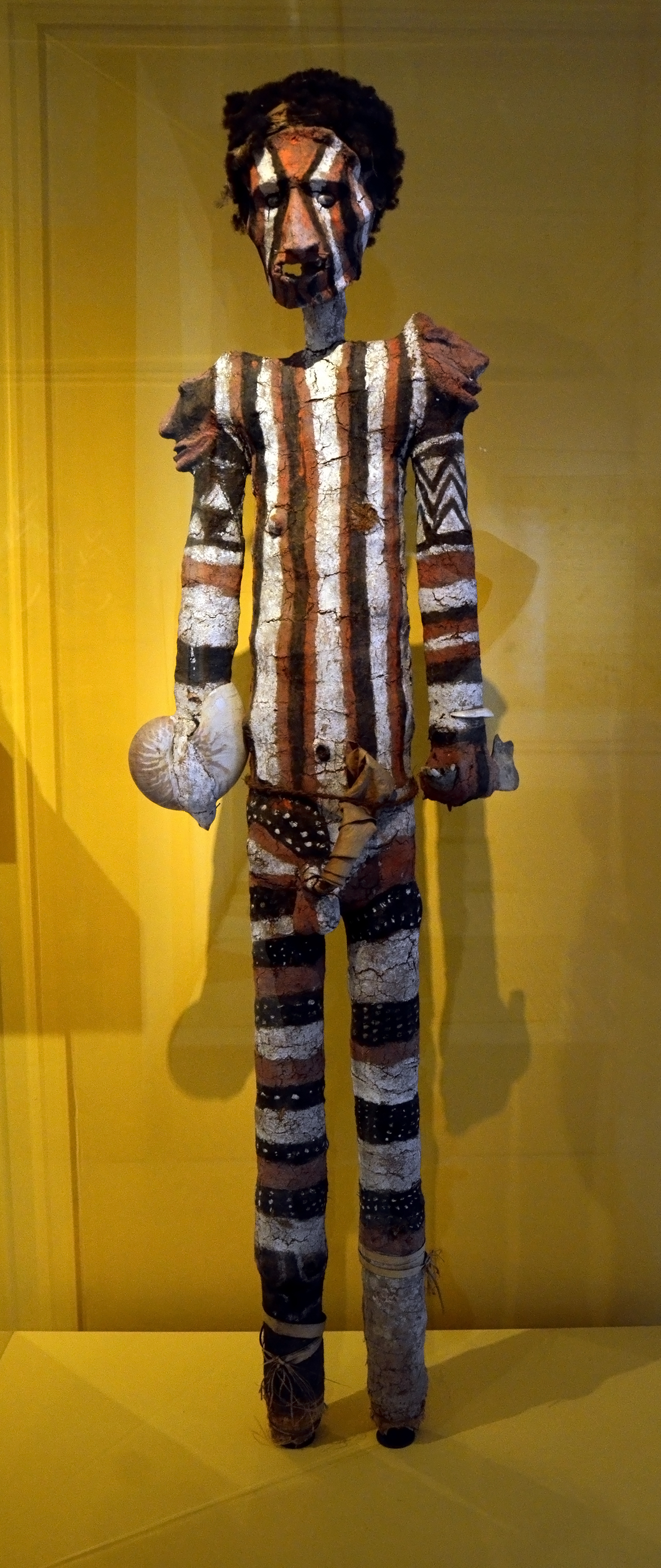
Statue de grade, île de Malakula, Vanuatu. Bambou, crâne, fibres végétales, mélange d'argile et de résine, pigments naturels, nautile, dent de cochon.
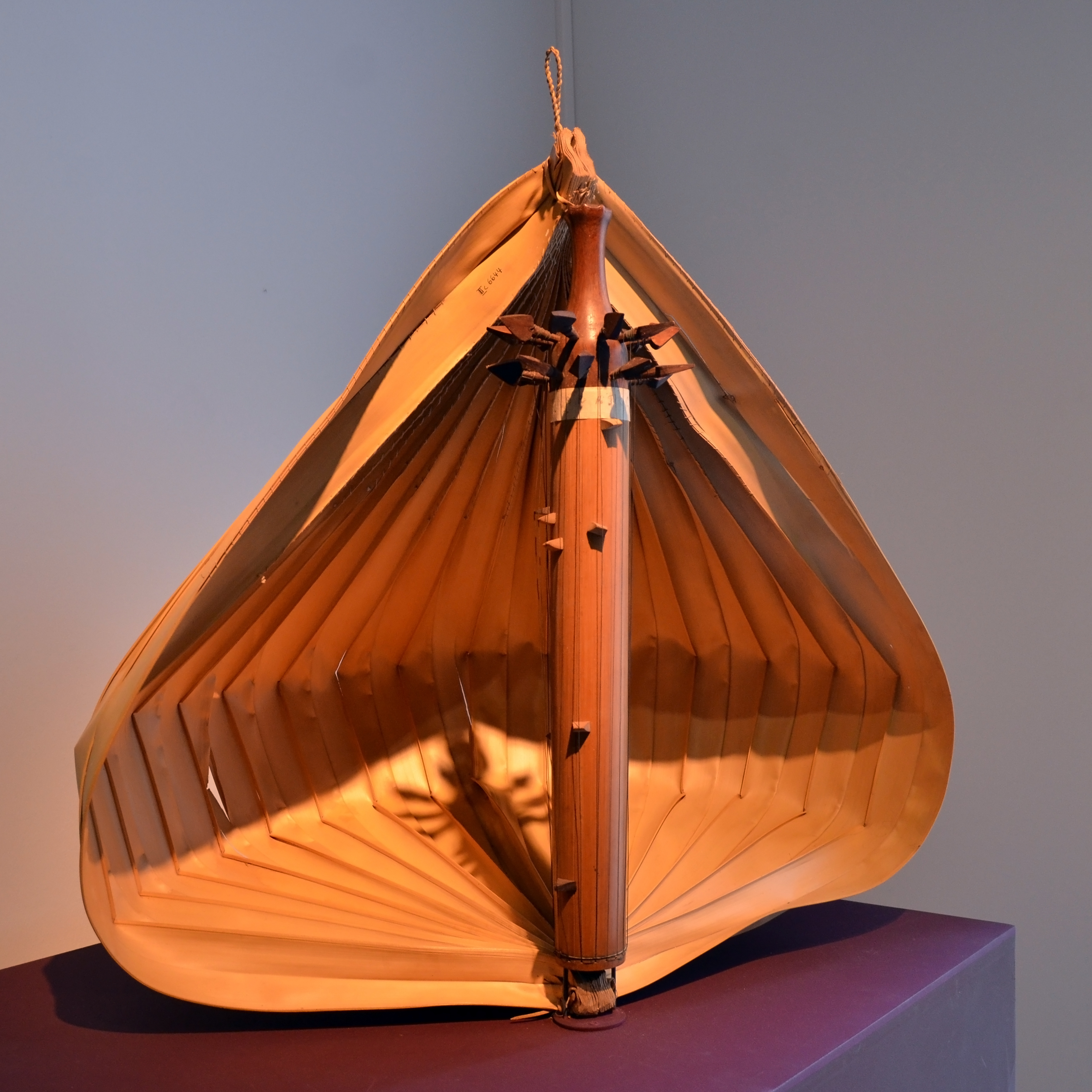
Cithare tubulaire, sasando, Timor occidental, province des Petites îles de la Sonde orientales, Indonésie, reçu d'Alfred Bühler en 1935
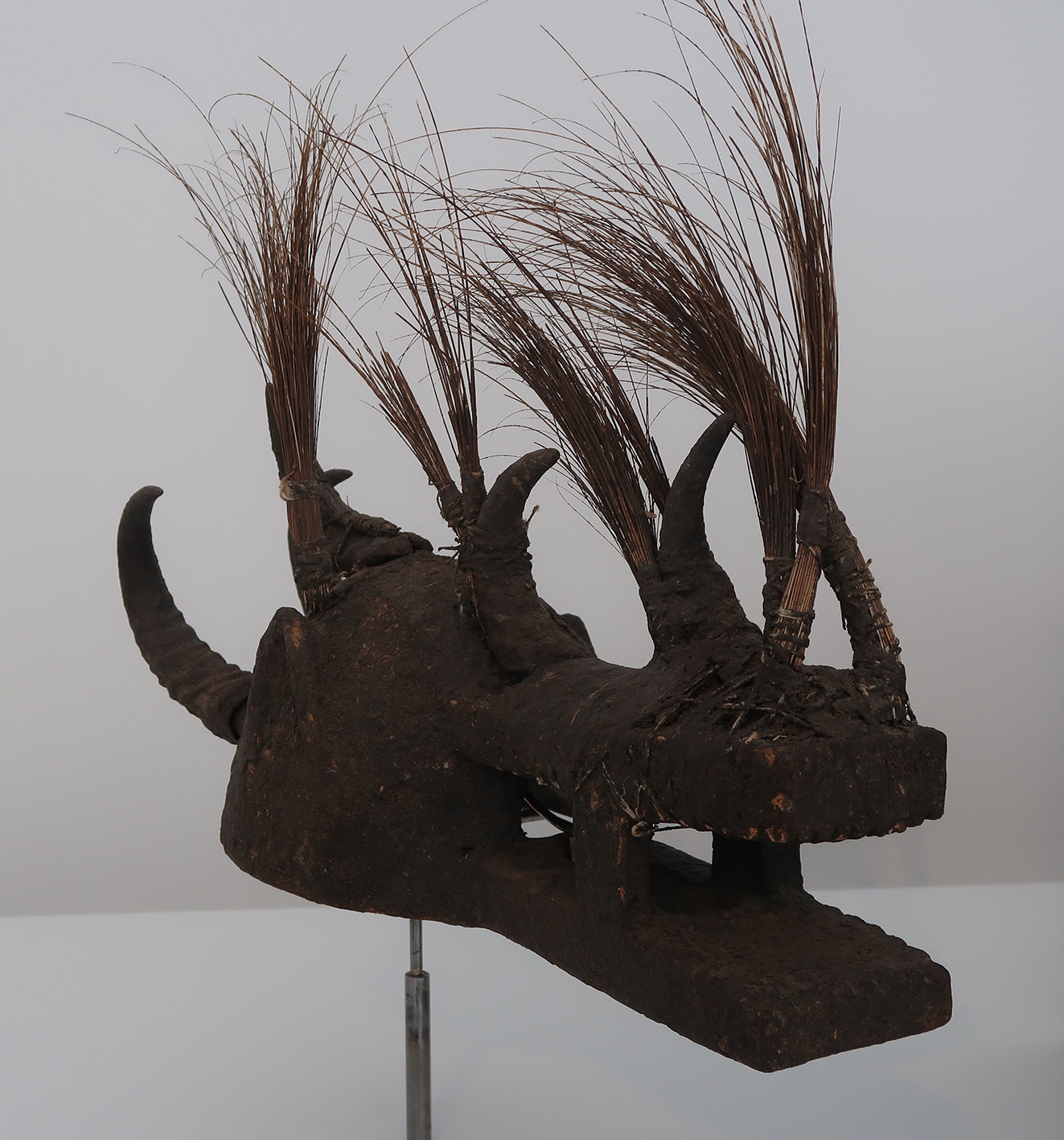
Masque Komo, confrérie importante et répandue chez les Bambaras, au Mali. Bois, poils de porc, corne d'antilope, pigments[2].
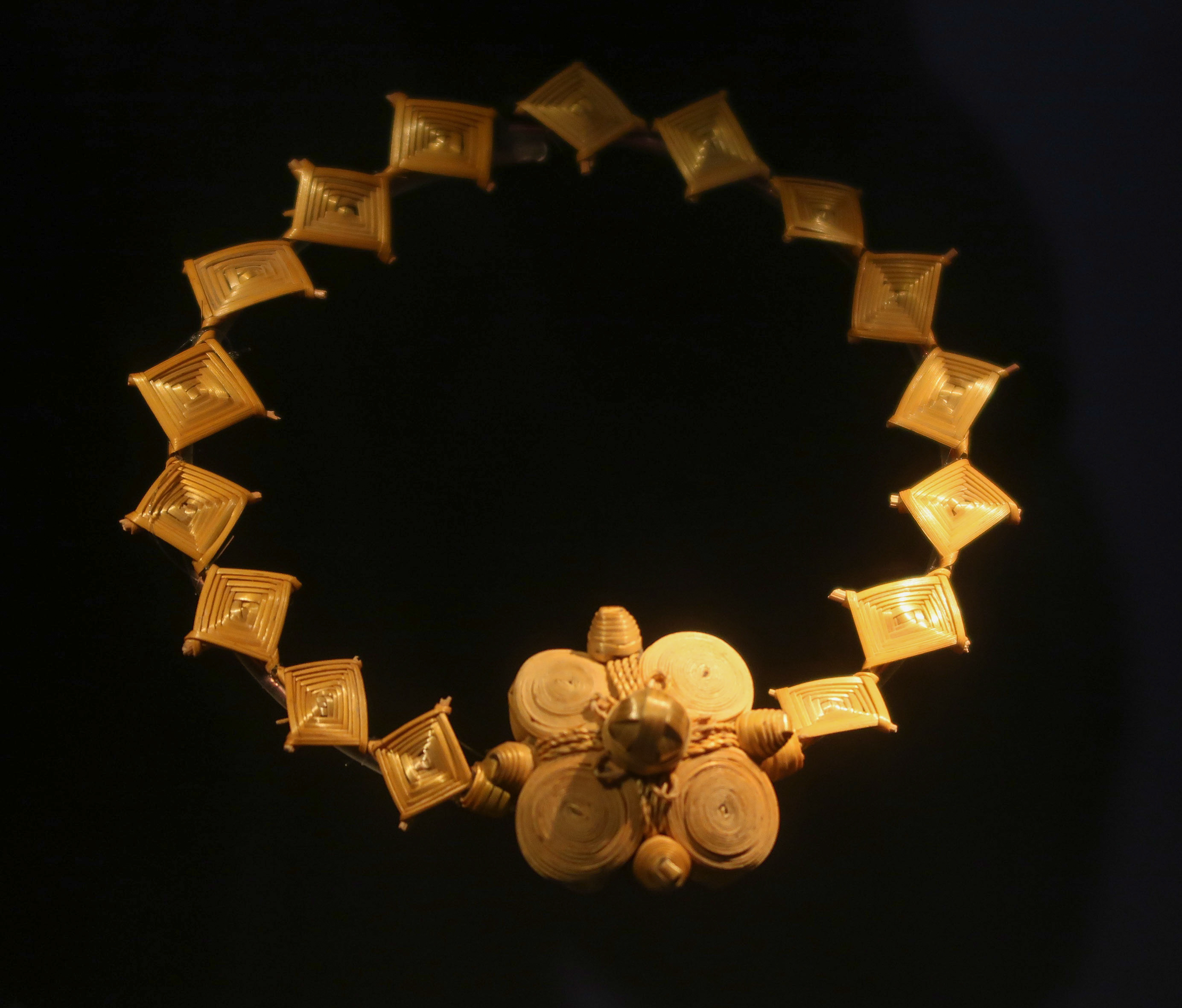
Collier Songhaï. Paille, cire d'abeille, fil de coton. Tombouctou, Mali, avant 1951[3].